# نوبوسوکه کیشی
نوبوسوکه کیشی (انگلیسی: Nobusuke Kishi؛ زاده ۱۳ نوامبر ۱۸۹۶ – درگذشته ۷ اوت ۱۹۸۷) سی و هفتمین نخست‌وزیر ژاپن اهل ژاپن بود.
کیشی سیاستمداری بود بود که هم به «خودمختاری و استقلال» و هم به «طرفداری از آمریکا» اهمیت می‌داد. او پیش از جنگ، وزیر مهمی در کابینه هیدکی توجو بود و پس از جنگ به مدت سه سال و نیم به عنوان جنایتکار جنگی درجه یک بازداشت شد، اما پس از درخواست آزادی او آزاد شد. او نیز مانند نخست‌وزیر ژاپن، ایچیرو هاتویاما، پس از قرارداد سان فرانسیسکو (۱۹۵۱) به قدرت بازگشت و پس از کابینه هاتویاما (۱۹۵۴–۱۹۵۶) و کابینه تانزان ایشی‌باشی (۱۹۵۶–۱۹۵۷) نخست‌وزیر ژاپن شد. سی و ششمین نخست‌وزیر ژاپن، ایشیباشی تانزان، سیاستمداری بود که در دوران کابینه هاتویاما اکیداً توصیه به احیای روابط دیپلماتیک با چین و اتحاد جماهیر شوروی می‌کرد. اگرچه ایالات متحده به ژاپن هشدار داده بود که با چین یا اتحاد جماهیر شوروی متحد نشود، اما او معتقد بود که برای اینکه ژاپن از سلطهٔ ایالات متحده خارج شود، لازم است روابط دیپلماتیک خود را با بلوک شرق نیز از سر بگیرد.
کیشی پس از نخست‌وزیر شدن، تلاش‌های خود را بر بازنگری پیمان امنیتی ژاپن و آمریکا متمرکز کرد. هدف کیشی «برابری» با ایالات متحده بود. موضع او اساساً همان موضع هاتویاما بود: «خودمختاری و استقلال»، اما در عین حال او به دنبال یک «خط طرفدار آمریکا» به سبک سی و دومین نخست‌وزیر یوشیدا شیگه‌رو نیز بود. با این حال، اگرچه این یک خط طرفدار آمریکا بود، اما با خط مشی یوشیدا شیگه‌رو متفاوت بود.
کیشی اندکی پس از تصدی سمت، به ایالات متحده سفر کرد و با وزیر امور خارجه دالس ملاقات کرد، جایی که از ایالات متحده خواست تا رابطه یک‌طرفه بین ژاپن و ایالات متحده را به رابطه‌ای تا حد امکان برابر تغییر دهد. تلاش‌های او نتیجه داد، زمانی که در سال ۱۹۵۷، کیشی و دوایت آیزنهاور، رئیس‌جمهور ایالات متحده، بیانیه مشترکی صادر کردند و در آن اظهار داشتند که «اطمینان دارند که روابط ایالات متحده و ژاپن بر اساس منافع و اعتماد مشترک وارد دوران جدیدی می‌شود.»
این نیازهای متغیر از سوی آمریکا، کیشی در سال ۱۹۶۰ به ایالات متحده سفر کرد و سرانجام توانست پیمان امنیتی جدید ژاپن و آمریکا را امضا کند که به شکلی اصلاح شده بود که تا حد زیادی با خواسته‌های ملت ژاپن مطابقت داشت. نام رسمی پیمان امنیتی جدید «پیمان همکاری و امنیت متقابل بین ژاپن و ایالات متحده آمریکا» است. کلمه «همکاری متقابل» که مدت‌ها انتظارش می‌رفت، بالاخره به نام این پیمان اضافه شده است. از این پس، این پیمان به جای اینکه یک معاهده اجاره پایگاه یک‌جانبه باشد، جنبه قوی‌تری از همکاری متقابل را در برخواهد داشت، با مفادی مانند «اگر ژاپن مورد حمله قرار گیرد، ایالات متحده به کمک ما خواهد آمد و اگر تأسیسات ایالات متحده در ژاپن مورد حمله قرار گیرد، ژاپن به کمک ما خواهد آمد»، «هر دو طرف موظف به افزایش قدرت نظامی خود خواهند بود» و «همکاری اقتصادی متقابل» در میان موارد دیگر.
پس از امضای این پیمان توسط هیئت دولت، باید به تصویب مجلس برسد. از زمان بیانیه مشترک ژاپن و ایالات متحده در سال ۱۹۵۷، مخالفت‌های قابل توجهی با پیمان امنیتی جدید در داخل کشور وجود داشته است. به نظر می‌رسید که این پیمان جدید به یک اتحاد نظامی بین ژاپن و امریکا تبدیل خواهد شد. مخالفت با تجدیدنظر پیمان امنیتی بین ایالات متحده و ژاپن در سال ۱۹۶۰ در نهایت به بزرگ‌ترین اعتراضات مردمی در عصر مدرن در ژاپن به نام اعتراض‌های آنپو تبدیل شد.